# Боеску, Илья Григорьевич
Илья Григорьевич Боеску — молдавский советский хозяйственный, государственный и политический деятель, Герой Социалистического Труда.

## Биография
Родился в 1925 году в селе Чокылтяны. Член КПСС с 1957 года.
С 1947 года — на хозяйственной, общественной и политической работе. В 1947—1982 гг. — агроном-полевод, бригадир полеводческой бригады колхоза «Вяца ноуэ» Оргеевского района Молдавской ССР.
Указом Президиума Верховного Совета СССР от 10 марта 1978 года присвоено звание Героя Социалистического Труда с вручением ордена Ленина и золотой медали «Серп и Молот».
Умер после 1982 года.